# Euselasia praecipua
Euselasia praecipua is een vlindersoort uit de familie van de prachtvlinders (Riodinidae), onderfamilie Euselasiinae.
Euselasia praecipua werd in 1924 beschreven door Stichel.